# Alexia Kogut-Kubiak
Alexia Kogut-Kubiak (* 22. Januar 1988 in Marseille) ist eine französische Leichtathletin, die sich auf den Speerwurf spezialisiert hat.

## Leben
Sie wurde 2010 und 2017 französische Meisterin im Speerwurf und feierte ihren größten internationalen Erfolg im September 2013, als sie sich bei den Spielen der Frankophonie in Nizza die Silbermedaille sichern konnte. Kogut-Kubiak stand zwar nie im Kader ihres Landes für Olympische Sommerspiele, Welt- oder Europameisterschaften, trat allerdings – wenngleich ohne vordere Platzierung – unter anderem bei vier Werfer-Europacups und einer Austragung der Europaspiele an. Durchaus erfolgreich war sie bei kleineren Wettbewerben. So belegte sie beispielsweise im Ausland den dritten Platz beim „Grand Prix di Lanci“ in Savona (2007 und 2008), bei den „Halleschen Werfertagen“ in Halle an der Saale (2008), beim „Speerwurfmeeting Offenburg“ (2017) sowie beim „Meeting National“ in St. Louis (2018) und gewann im Juli 2016 das „Bonus-Track Swiss Meeting“ in Nottwil.
Ihren letzten Wettbewerb im Ausland absolvierte sie im Juni 2019; seitdem ist sie nur noch bei Veranstaltungen innerhalb Frankreichs aktiv.
Hauptberuflich arbeitet Kogut-Kubiak als Sportlehrerin an einem beruflichen Gymnasium in der südfranzösischen Stadt Miramas.

## Statistik bei internationalen Großveranstaltungen
| Datum              | Austragungsort | Veranstaltung                 | Platzierung | Weite   |
| ------------------ | -------------- | ----------------------------- | ----------- | ------- |
| 21. Juli 2007      | Hengelo        | Junioreneuropameisterschaften | 8.          | 49,16 m |
| 1. Oktober 2009    | Beirut         | Spiele der Frankophonie       | 5.          | 50,05 m |
| 19. März 2011      | Sofia          | Wurf-Europacup                | 5.          | 53,44 m |
| 14. September 2013 | Nizza          | Spiele der Frankophonie       | 2.          | 51,35 m |
| 12. März 2017      | Las Palmas     | Wurf-Europacup                | 14.         | 49,90 m |
| 25. Juni 2017      | Lille          | Team-Europameisterschaft      | 9.          | 50,11 m |
| 10. März 2018      | Leiria         | Wurf-Europacup                | 8.          | 55,10 m |
| 9. März 2019       | Šamorín        | Wurf-Europacup                | 15.         | 51,52 m |
| 23. Juni 2019      | Minsk          | Europaspiele                  | 16.         | 51,56 m |